# Roncesvalles (Tolima)
Pour les articles homonymes, voir Roncesvalles.
Roncesvalles est une municipalité colombienne située dans le département de Tolima.